# Torben Höbrink
Torben Höbrink (* 1984 in Soest) ist ein deutscher Kommunalpolitiker (CDU) und seit 2020 Bürgermeister der Wallfahrtsstadt Werl in Nordrhein-Westfalen.

## Leben und Werdegang
Torben Höbrink wurde in Soest geboren und wuchs im Werler Ortsteil Westönnen auf.
Höbrink studierte Betriebswirtschaftslehre an der Fachhochschule Dortmund, Verwaltungswissenschaften an der Fachhochschule für öffentliche Verwaltung Nordrhein-Westfalen sowie Data Science an der Universität Münster. Danach arbeitete er als Berater bei der Gemeindeprüfungsanstalt Nordrhein-Westfalen.

## Bürgermeisteramt
Im Februar 2020 wurde Höbrink bei einer Mitgliederversammlung des CDU-Stadtverbands Werl zum Bürgermeisterkandidaten gewählt. 66 der 68 Mitglieder gaben ihre Stimme für ihn ab. Zwei enthielten sich ihrer Stimme.
Nach einem erfolgreichen Wahlkampf konnte er sich bei der Kommunalwahl am 13. September 2020 mit 60,44 Prozent der Stimmen gegen seinen Mitbewerber Meinhard Esser von der SPD durchsetzen. Er gewann alle Wahlbezirke und verpasste nur in dreien die absolute Mehrheit. Er trat sein Amt am 1. November 2020 an.
Höbrink folgte damit auf den langjährigen Bürgermeister Michael Grossmann (CDU), der nicht wieder angetreten war. 
Er hatte sich bei der Kommunalwahl unter anderem mit den folgenden Themen beworben:
- Wirtschaftsstandort Werl stärken
- Arbeitsplätze schaffen
- mehr Bauland
- gemeinsames, generationenübergreifendes Leben
- mehr Kitaplätze
- gute Bildung und Schulen
- mehr Klima- und Umweltschutz
- bessere Digitalisierung

Im September 2024 kündigte Höbrink an, bei der Kommunalwahl 2025 erneut für das Amt des Werler Bürgermeisters kandidieren zu wollen.

## Privates
Höbrink wohnt mit seiner Frau in Werl-Westönnen. Sie haben zwei Kinder.